# Episodi di Blue Water High (seconda stagione)
La seconda stagione della serie televisiva Blue Water High è stata trasmessa negli Stati Uniti dal 28 giugno al 13 dicembre 2006.
In Italia la stagione è andata in onda dal 4 giugno 2007 su Italia 1.
| nº | Titolo originale | Titolo italiano            | Prima TV USA      | Prima TV Italia |
| -- | ---------------- | -------------------------- | ----------------- | --------------- |
| 1  | Episode 1        | Nuovi arrivi               | 28 giugno 2006    | 4 giugno 2007   |
| 2  | Episode 2        | L'isola                    | 5 luglio 2006     | 5 giugno 2007   |
| 3  | Episode 3        | Chi la fa l'aspetti        | 12 luglio 2006    | 6 giugno 2007   |
| 4  | Episode 4        | Una lezione per Corey      | 19 luglio 2006    | 7 giugno 2007   |
| 5  | Episode 5        | La gara di body board      | 26 luglio 2006    | 8 giugno 2007   |
| 6  | Episode 6        | Arrivederci Heath          | 2 agosto 2006     | 11 giugno 2007  |
| 7  | Episode 7        | Un salto nel vuoto         | 9 luglio 2006     | 12 giugno 2007  |
| 8  | Episode 8        | Una tavola costosa         | 16 luglio 2006    | 13 giugno 2007  |
| 9  | Episode 9        | Il concorso di bellezza    | 23 luglio 2006    | 14 giugno 2007  |
| 10 | Episode 10       | La gara di Surfsky         | 30 luglio 2006    | 15 giugno 2007  |
| 11 | Episode 11       | Una sorpresa per Eric      | 6 settembre 2006  | 18 giugno 2007  |
| 12 | Episode 12       | Deconcentrazione           | 13 settembre 2006 | 19 giugno 2007  |
| 13 | Episode 13       | Local vs turisti           | 20 settembre 2006 | 20 giugno 2007  |
| 14 | Episode 14       | Un nuovo fidanzato per Fly | 27 settembre 2006 | 21 giugno 2007  |
| 15 | Episode 15       | Salviamo Nikky!            | 4 ottobre 2006    | 22 giugno 2007  |
| 16 | Episode 16       | Voglia di business         | 11 ottobre 2006   | 25 giugno 2007  |
| 17 | Episode 17       | Il ritorno di Edge         | 18 ottobre 2006   | 26 giugno 2007  |
| 18 | Episode 18       | Sfida a coppie             | 25 ottobre 2006   | 27 giugno 2007  |
| 19 | Episode 19       | La gara di Triathlon       | 1º novembre 2006  | 28 giugno 2007  |
| 20 | Episode 20       | Il fratello di Rachel      | 8 novembre 2006   | 29 giugno 2007  |
| 21 | Episode 21       | Training autogeno          | 15 novembre 2006  | 2 luglio 2007   |
| 22 | Episode 22       | L'infortunio               | 22 novembre 2006  | 3 luglio 2007   |
| 23 | Episode 23       | Guai in vista!             | 29 novembre 2006  | 4 luglio 2007   |
| 24 | Episode 24       | Alla conquista di Amy!     | 6 dicembre 2006   | 5 luglio 2007   |
| 25 | Episode 25       | Il video della Solar Blues | 13 dicembre 2006  | 6 luglio 2007   |
| 26 | Episode 26       | Il grande giorno           | 13 dicembre 2006  | 9 luglio 2007   |

## Nuovi arrivi
- Titolo originale:
- Diretto da: Ralph Strasser
- Scritto da: Noel Price, Shelley Birse

### Trama
È iniziato un nuovo anno alla "Solar Blue Surf Academy" e Fly è tornata per aiutare Simmo e terminare la scuola. Sei nuovi studenti saranno scelti, con l'aiuto di Bec, Heath e Fly.
- Guest star: Lochie Daddo (Andrew), Adam Saunders (Heath Carroll) , Hudson Thomas (Dan), Tania Yuki (Akiko), Kate Bell (Bec Sanderson), Sophie Luck (Fly Watson)

## L'isola
- Titolo originale:
- Diretto da: Ralph Strasser
- Scritto da: John Armstrong

### Trama
È il primo giorno ufficiale di allenamento e poiché tutti si impegnano al massimo, Simmo regala loro il resto della giornata. L'idea di Amy di fare un picnic è l'occasione perfetta per conoscersi meglio, ma purtroppo Brooke si sentirà male a causa della sua allergia all'olio...
Bec verrà sostituita da Heath.
- Guest star: Adam Saunders (Heath Carroll) , Tania Yuki (Akiko), Kate Bell (Bec Sanderson), Sophie Luck (Fly Watson)

## Chi la fa l'aspetti
- Titolo originale:
- Diretto da: Chris Martin-Jones
- Scritto da: Noel Price

### Trama
La squadra della Solar Blue è al suo primo giorno di scuola. Dopo solo un giorno, le tre ragazze hanno già un appuntamento, ma in seguito scoprono che i loro ragazzi hanno altri progetti nella testa. Nel frattempo, Heath suggerisce un nuovo sistema per dividersi le faccende di casa ma a nessuno piace la sua nuova idea.
- Guest star: Adam Saunders (Heath Carroll) , Georgie Hall (Michelle), Rebecca Breads (Tina), Kyro Herbert (Larry), Guy Brown (Sam), Phillip Dixon (Dillon), Sophie Luck (Fly Watson)

## Una lezione per Corey
- Titolo originale:
- Diretto da: Chris Martin-Jones
- Scritto da: Noel Price

### Trama
Simmo decide di far partecipare la squadra ad una competizione. Heath suggerisce nuovamente un nuovo piano per le faccende di casa. Corey e Rachel hanno una discussione riguardo allo svolgersi degli eventi naturali. Il ragazzo crede infatti che la scienza gli possa dire quando e dove prendere l'onda perfetta. Rachel crede invece che le persone debbano seguire il loro istinto. Corey decide di aspettare l'onda perfetta durante una competizione usando la sua conoscenza scientifica... ma le cose non vanno come aveva previsto.
- Guest star: Adam Saunders (Heath Carroll),  Ken Kiely (giudice di gara)

## Una gara di body board
- Titolo originale:
- Diretto da: Marcus Cole
- Scritto da: John Armostrong

### Trama
Eric ha una cotta per Juliet, una compagna di scuola così Amy lo aiuta ad imparare a parlare con le ragazze. Nel frattempo, Brooke si rende conto di non riuscire a dare il 100% nel surf così chiede il permesso a Simmo di partecipare a una gara di body board per rimettersi in sesto. Simmo le nega il permesso ma la ragazza con l'aiuto di Mike  partecipa lo stesso alla competizione.
- Guest star: Adam Saunders (Heath Carroll), Liz Burch (Jilly), Adelaide Clemens (Juliet), Don Halbert (Mr. Savin), Nick Gulliver (Annunciatore), Todd Lasance (Chris)

## Arrivederci Heath
- Titolo originale:
- Diretto da: Marcus Cole
- Scritto da: Shelley Birse

### Trama
Fly prova a insegnare le basi tecniche del surf alla squadra, ma i ragazzi non vogliono ascoltarla poiché credono di saper già tutto di tale argomento. Simmo è arrabbiato che i ragazzi non vogliono seguire i consigli di Fly, così decide di organizzare una competizione di surf che vedrà Fly contro ogni membro della squadra, Fly vincerà contro tutti tranne con Mike che sconfiggerà Fly solo perché stanca. Nel frattempo Heath ha un colloquio di lavoro per diventare fotografo per lo Stax Magazine. 
- Guest star: Sophie Luck (Fly Watson), Liz Burch (Jilly) , Adam Saunders (Heath Carroll), Ken Kiely (giudice di gara), Scott McGregor (Harvey)

## Un salto nel vuoto
- Titolo originale:
- Diretto da: Marcus Cole
- Scritto da: Shelley Birse

Rachel scopre di provare qualcosa per Mike. I suoi sentimenti la spingono così a baciare Mike durante una gita. Fly partecipa alla prima competizione per il tour vinto l'anno precedente con la Solar Blue.
- Guest star: Sophie Luck (Fly Watson), Liz Burch (Jilly) , Andy Anderson (Bob), Mark Stagg (Cody), Raelene Chapman (Brooke Double), Dean Gould (Mike Double), Sarah Grieve (Rachel Double)

## Una tavola costosa
- Titolo originale:
- Diretto da: Marcus Cole
- Scritto da: John Armostrong

### Trama
Eric guadagna dei soldi per alcune fotografie per Stax Magazine. Il ragazzo decide così di usare quei soldi per comprarsi una nuova tavola da surf. Ma durante la prova della tavola, accidentalmente la perde tra le onde ed è così costretto a pagare al negozio l'intero costo dell'oggetto. Ma il ragazzo ha fatto dei regali agli amici  e non ha abbastanza soldi.
- Guest star: Liz Burch (Jilly) , Dane Sheddon (commesso negozio di surf), Terry Serio (proprietario negozio di surf), Anh Do (Robbo)

## Il concorso di bellezza
- Titolo originale:
- Diretto da: Ralph Strasser
- Scritto da: Noel Price

### Trama
Annette organizza una sfilata di moda per ottenere dei soldi per migliorare le attrezzature ginniche della scuola. Le ragazze della Solar Blue pensano che l'idea di una sfilata di moda sia sessista e non vogliono parteciparvi. Corey decide così di sfilare in rappresentanza della squadra. Questa sfilata minaccera la sua nuova relazione con Rachel? 
- Guest star:Don Halbert (Mr. Savin), Liz Burch (Jilly) , Ashley Cheadle (studentessa), Kyro Herbert (Studente), Brooke Callaghan (Annette),

## La gara di surfsky
- Titolo originale:
- Diretto da: Ralph Strasser
- Scritto da: John Armstrong

### Trama
Brooke propone di insegnare a Mike a ballare per un progetto scolastico. Inoltre Simmo ha deciso di far partecipare la squadra ad una competizione di surfsky poiché vede che i ragazzi non si stanno impegnando con serietà negli allenamenti di surf. Dopo una settimana di allenamenti, Mike sarà pronto ad eseguire un tango di fronte all'intera classe? E la squadra della Solar Blue riuscirà a finire la competizione di surfsky con un margine massimo di trenta secondi dal primo classificato?
- Guest star: Don Halbert (Mr. Savin)

## Una sorpresa per Eric
- Titolo originale:
- Diretto da: Chris Martin-Jones
- Scritto da: Chris Hawkshaw

### Trama
Il bagno della casa dell'Accademia ha dei problemi così Simmo decide di portare la squadra sulla South Coast a divertirsi un po'. Eric prova a impedire alla squadra di visitare sua madre poiché ha timore a mostrare agli amici che vive in una roulotte. Ma Amy, all'insaputa del ragazzo, fa visita alla madre di Eric e scopre il segreto del ragazzo. 
- Guest star: Liz Burch (Jilly) , Lisa Peers (Donna del camper con il cane), Jeanette Cronin (Madre di Eric)

## Deconcentrazione
- Titolo originale:
- Diretto da: Chris Martin-Jones
- Scritto da: Ellie Beaumont

### Trama
Brooke è convinta che la sua relazione con Mike la distragga infatti il suo surfare peggiora sempre più. La storia con Mike sarà arrivata al capolinea? Nel frattempo una ragazza ossessiona Amy poiché vuole essere uguale a lei in tutto e per tutto.
- Guest star:  Liz Burch (Jilly) , Sharney Mullally (Nell), Vanessa Steele (Giudice di gara)

## Local vs turisti
- Titolo originale:
- Diretto da: Chris Martin-Jones
- Scritto da: Kristen Dunphy

### Trama
Ci sono problemi sulla spiaggia di Blue Water quando un gruppo di ragazzi locali infastidisce continuamente la squadra della Solar Blue durante gli allenamenti. Il leader del gruppo, Troy, vuole che la Solar Blue non si alleni più sulla spiaggia. Nel frattempo, Eric e Amy stringono amicizia con una giovane surfista, Nat, e l'aiutano a migliorare le sue abilità in acqua. Eric vuole fare pace col gruppo di ribelli, così prova a ragionare con loro ma questo porta ad un devastante incidente.
- Guest star: Liz Burch (Jilly) , Samantha Stringer (Poliziotta), Craig Elliott (Proprietario del cafè sullA spiaggia), Cody Kaye (Nick), Liam Smith (Thacky), Mathew Waters (Troy), Ashley Cheadle (Nat)

## Un nuovo fidanzato per Fly
- Titolo originale:
- Diretto da: Marcus Cole
- Scritto da: Ellie Beaumont

### Trama
La relazione di Eric ed Amy sembra sia al capolinea. Amy sente che Eric si sta allontanando da lei e suggerisce così una relazione aperta tra i ragazzi. Nel weekend ci sarà un ballo speciale e Simmo rivela che un giornale lo ha contattato per avere il permesso di mandare un fotografo per fare scatti alla squadra della Solar Blue prima e durante l'evento. Intanto Fly riceve un'e-mail da Heath il quale le dice di aver trovato una nuova ragazza. Fly convinta da Brooke, Amy e Rachel cerca un nuovo ragazzo con il quale andrà all'evento.
- Guest star: Sophie Luck (Fly Watson), Liz Burch (Jilly) , Karl Baker (Bouttafuori), Zachary Garred (Luke), Marcus Jacometti (Ed), Adam Saunders (Heath Carroll), Todd Lasance (Chris), Anna Zajakovski (Donna del guardaroba), Jacqueline Perrott (Donna del guardaroba), Adrian Seiffert (Jordan)

## Salviamo Nikky!
- Titolo originale:
- Diretto da: Ralph Strasser
- Scritto da: John Armstrong

### Trama
Eric non si sta più impegnando, e dopo che Amy origlia una conversazione al telefono di Simmo pensa che vogliano cacciare Eric per sostituirlo con Dan (il ragazzo che sarebbe dovuto entrare nella Solar Blue nella prima puntata). Dopo che la riferito a Eric lui si impegna al massimo per far cambiare idea a Simmo, ma alla fine si scoprirà che era solo un fraintendimento. Intanto Brooke porta a casa Nikki, un cagnolino che però fa continuamente disastri.
- Guest star: Liz Burch (Jilly) , Hudson Thomas (Dan), Peter Sumner (Insegnante), Harry Bragg (Mr. Wilmoth), Ella Roberts (Ella)

## Voglia di business
- Titolo originale:
- Diretto da: Ralph Strasser
- Scritto da: John Armstrong

### Trama
Amy scopre che è il compleanno di Eric e, con gli altri ragazzi, organizza una festa a sorpresa. Tutto sembra andare bene, ma poi arrivano i genitori di Amy che sapendo del compleanno di Eric, li portano a mangiare fuori. Per un imprevisto i ragazzi tornano in ritardo, ma la festa si svolgerà comunque. Intanto Corey, propone ad un ragazzo che costruisce tavole di fare affari con lui. Il ragazzo ringrazia, ma rifiuta.

## Il grande giorno
- Titolo originale:
- Diretto da: Ralph Strasser
- Scritto da: John Armstrong

### Trama
L'ultimo giorno alla Solar Blue è segnato da un mare troppo calmo per poter svolgere la competizione finale, che viene svolta in un'altra spiaggia, dove però, dopo due hits viene fermata a causa di un avvistamento di uno squalo. Il giorno dopo il mare continua ad essere calmo e quindi i protagonisti decidono di ingannare il tempo giocando a beach volley. Eric si sloga il polso. Al termine della gara viene allestita una piccola festa prima di nominare i due vincitori: Eric e Brooke, che quindi partiranno per una gara a Rio insieme a Fly.
- Guest star: Nadine Gardner (Deborah "Deb" Callum)